# Бесаморел
Бесаморел (фр. Bessamorel) насеље је и општина у централној Француској у региону Оверња, у департману Горња Лоара која припада префектури Исенжо.
По подацима из 2011. године у општини је живело 411 становника, а густина насељености је износила 55,77 становника/km². Општина се простире на површини од 7,37 km². Налази се на средњој надморској висини од 930 метара (максималној 1.137 m, а минималној 760 m).

## Демографија
| 1962. | 1968. | 1975. | 1982. | 1990. | 1999. | 2011. |
| ----- | ----- | ----- | ----- | ----- | ----- | ----- |
| 230   | 239   | 242   | 262   | 275   | 329   | 411   |

График промене броја становника у току последњих година